# Necmi Kadıoğlu Stadyumu
Das Necmi Kadıoğlu Stadyumu (voller Name: Esenyurt Necmi Kadıoğlu Stadyumu) ist ein Fußballstadion im Bezirk Esenyurt der türkischen Millionenstadt Istanbul. Der Fußballverein İstanbulspor, 2022 in die Süper Lig aufgestiegen, ist seit 2017 der Hauptnutzer der Sportstätte. Sie bietet 4488 Sitzplätze, Flutlicht und ein Spielfeld aus Naturrasen. Benannt ist es nach Necmi Kadıoğlu, der von 2004 bis 2017 Bürgermeister von Esenyurt war.

## Geschichte
Das Necmi Kadıoğlu Stadyumu am westlichen Rand von Istanbul wurde am 23. April 2012 eröffnet. Bei der Einweihung trat die Sängerin Hadise auf und es gab ein großes Feuerwerk. Es ist nur rund 1,6 km nördlich vom Avcılar Belediyesi Atatürk Stadyumu im Bezirk Avcılar gelegen und bietet 6000 Plätze. Das Necmi Kadıoğlu Stadyumu verfügt über zwei leicht bogenförmig überdachte Ränge. Das Dach der Haupttribüne ist in drei Teile geteilt. Das mittlere Dachteil ist im Unterschied zu den beiden äußeren Teilen erhöht. Auf der Gegenseite spannt sich das Dach auf einer Ebene über die Zuschauerplätze. Auf den Hintertorseiten befinden sich Wände. Die Sportstätte ist für Profifußballspiele geeignet. Neben den Spielen von İstanbulspor wird das Necmi Kadıoğlu Stadyumu für Training und kommunale Veranstaltungen genutzt.
In der Zweitligasaison 2019/20 trug der Fatih Karagümrük SK einige Heimspiele im Necmi Kadıoğlu Stadyumu aus.